# Wielki wezyr

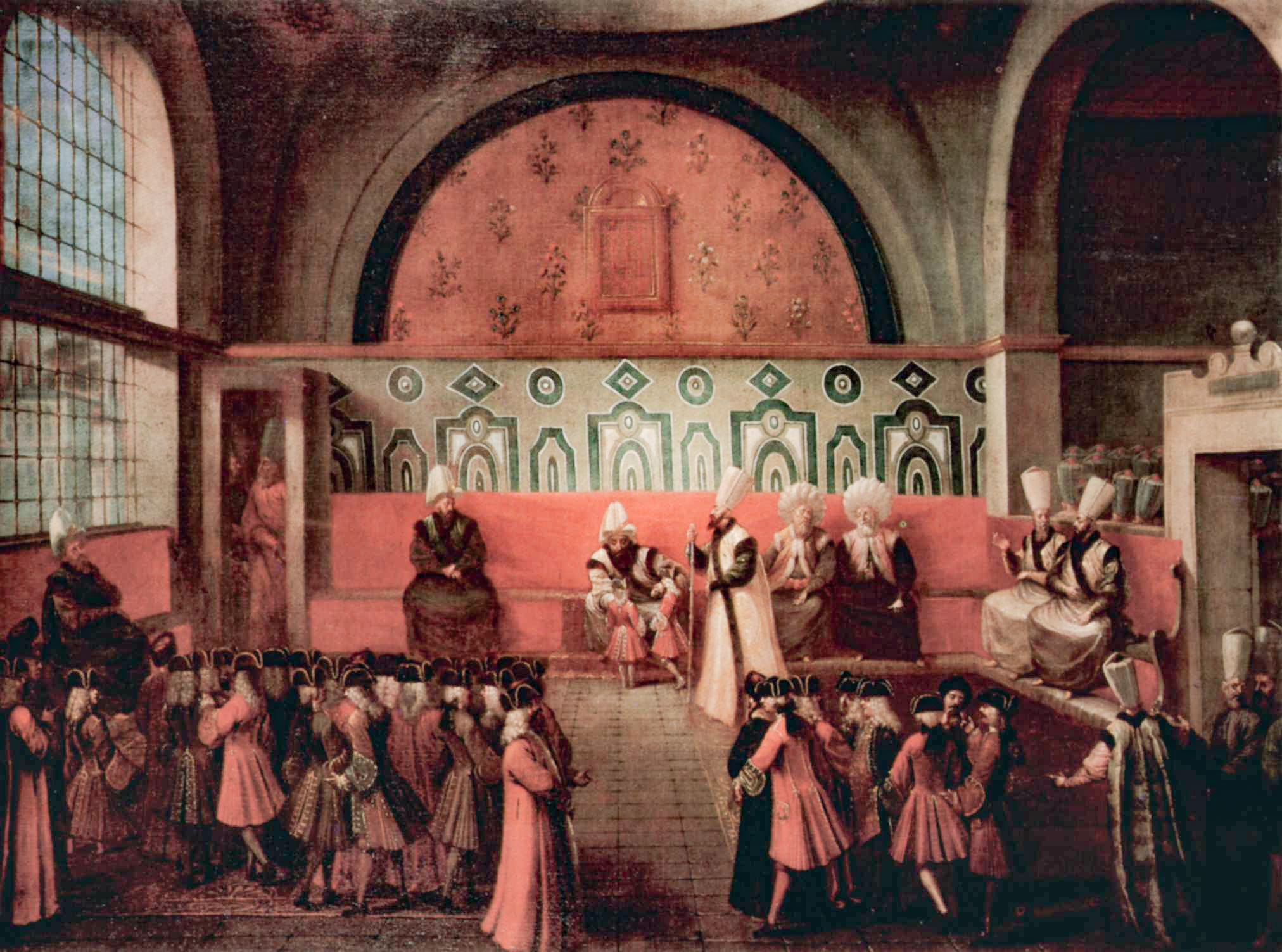
Wielki wezyr Ibrahim Pasza
(Obraz Jean-Baptiste van Mour, 1724)

Wielki wezyr – dostojnik państwowy w Imperium Osmańskim; pełnił funkcję szefa rządu i głównego dowódcy armii.